# Marco Zamparella
Marco Zamparella (San Miniato, 1º ottobre 1987) è un ex ciclista su strada italiano, professionista nel 2013 al 2018 (eccetto 2014). In carriera vinse il Memorial Marco Pantani 2017 ed ottenne alcuni importanti piazzamenti, quali il terzo posto alla Coppa Agostoni 2013 e il quinto al Trofeo Matteotti 2016.

## Palmarès
- 2011 (G.S. Maltinti Lampadari/Elite)

Trofeo Festa Patronale-Trofeo Mario Zanchi
- 2012 (G.S. Maltinti Lampadari/Elite)

Gran Premio Firenze-Empoli
Trofeo Comune di Lamporecchio
Coppa Comune di Castelfranco di Sopra
G.P. Industria Commercio e Artigianato - San Giovanni Valdarno
- 2016 (Amore & Vita, due vittorie)

6ª tappa Vuelta al Táchira (Lobatera > Tovar)
8ª tappa Vuelta al Táchira (San Juan de Colón > La Fria)
- 2017 (MG.Kvis Vega, una vittoria)

Memorial Marco Pantani